# Elecciones municipales de 2019 en Madrid
José Luis Martínez Almeida
Las elecciones municipales de 2019 se celebraron en Madrid el domingo 26 de mayo, de acuerdo con el Real Decreto de convocatoria de elecciones locales en España dispuesto el 1 de abril de 2019 y publicado en el Boletín Oficial del Estado el 2 de abril. Se eligieron los 57 concejales del pleno del Ayuntamiento de Madrid, a través de un sistema proporcional (método d'Hondt), con listas cerradas y un umbral electoral del 5 %.

## Candidaturas
En abril de 2019 fueron proclamadas 19 candidaturas.

## Resultados
Los resultados completos correspondientes al escrutinio definitivo se detallan a continuación:
| Candidatura                                                                                    | Candidatura                                                                                    | Votos     | %                               | Escaños                         |
| ---------------------------------------------------------------------------------------------- | ---------------------------------------------------------------------------------------------- | --------- | ------------------------------- | ------------------------------- |
|                                                                                                | Más Madrid (Más Madrid)                                                                        | 505 159   | 30,99                           | 19                              |
|                                                                                                | Partido Popular (PP)                                                                           | 395 344   | 24,25                           | 15                              |
|                                                                                                | Ciudadanos-Partido de la Ciudadanía (Cs)                                                       | 312 536   | 19,17                           | 11                              |
|                                                                                                | Partido Socialista Obrero Español (PSOE)                                                       | 224 074   | 13,75                           | 8                               |
|                                                                                                | VOX (VOX)                                                                                      | 124 969   | 7,67                            | 4                               |
| Izquierda Unida Madrid en Pie Municipalista (IU-MpM)                                           | Izquierda Unida Madrid en Pie Municipalista (IU-MpM)                                           | 42 793    | 2,63                            | 0                               |
| Partido Animalista Contra el Maltrato Animal (PACMA)                                           | Partido Animalista Contra el Maltrato Animal (PACMA)                                           | 8226      | 0,50                            | 0                               |
| Unión Progreso y Democracia (UPyD)                                                             | Unión Progreso y Democracia (UPyD)                                                             | 1642      | 0,10                            | 0                               |
| Contigo Más (CNTG+)                                                                            | Contigo Más (CNTG+)                                                                            | 1514      | 0,09                            | 0                               |
| Partido Castellano-Tierra Comunera-Partido del Progreso de las Ciudades (PCAS-TC-PPCCAL-PACTO) | Partido Castellano-Tierra Comunera-Partido del Progreso de las Ciudades (PCAS-TC-PPCCAL-PACTO) | 1477      | 0,09                            | 0                               |
| Por Un Mundo Más Justo (PUM+J)                                                                 | Por Un Mundo Más Justo (PUM+J)                                                                 | 1183      | 0,07                            | 0                               |
| Falange Española de las JONS (FE de las JONS)                                                  | Falange Española de las JONS (FE de las JONS)                                                  | 774       | 0,05                            | 0                               |
| Partido Comunista de los Pueblos de España (PCPE)                                              | Partido Comunista de los Pueblos de España (PCPE)                                              | 741       | 0,05                            | 0                               |
| Partido Humanista (PH)                                                                         | Partido Humanista (PH)                                                                         | 601       | 0,04                            | 0                               |
| Madrid Inteligente (MI)                                                                        | Madrid Inteligente (MI)                                                                        | 597       | 0,04                            | 0                               |
| Partido Comunista de los Trabajadores de España (PCTE)                                         | Partido Comunista de los Trabajadores de España (PCTE)                                         | 591       | 0,04                            | 0                               |
| Partido Libertario (P-Lib)                                                                     | Partido Libertario (P-Lib)                                                                     | 476       | 0,03                            | 0                               |
| Movimiento Católico Español (MCE)                                                              | Movimiento Católico Español (MCE)                                                              | 313       | 0,02                            | 0                               |
| Unión por Leganés (ULEG)                                                                       | Unión por Leganés (ULEG)                                                                       | 164       | 0,01                            | 0                               |
| Votos en blanco                                                                                | Votos en blanco                                                                                | 6945      | 0,43                            | n/a                             |
| Votos válidos                                                                                  | Votos válidos                                                                                  | 1 630 119 | 100,00                          | 57                              |
| Votos nulos                                                                                    | Votos nulos                                                                                    | 5839      | Participación: \| \| 68,23 % \| | Participación: \| \| 68,23 % \| |
| Votantes                                                                                       | Votantes                                                                                       | 1 635 963 | Participación: \| \| 68,23 % \| | Participación: \| \| 68,23 % \| |
| Electores                                                                                      | Electores                                                                                      | 2 397 881 | Participación: \| \| 68,23 % \| | Participación: \| \| 68,23 % \| |
|                                                                                                | 68,23 %                                                                                        |           |                                 |                                 |

## Concejales electos
Relación de concejales electos:
| N.º | Nombre                                   | Lista | Lista      |
| --- | ---------------------------------------- | ----- | ---------- |
| 1   | Manuela Carmena Castrillo                |       | Más Madrid |
| 2   | José Luis Martínez-Almeida Navasqüés     |       | PP         |
| 3   | Begoña Villacís Sánchez                  |       | Cs         |
| 4   | Marta Higueras Garrobo                   |       | Más Madrid |
| 5   | Pepu Hernández Fernández                 |       | PSOE       |
| 6   | Andrea Levy Soler                        |       | PP         |
| 7   | Rita Maestre Fernández                   |       | Más Madrid |
| 8   | Santiago Saura Martínez de Toda          |       | Cs         |
| 9   | María Inmaculada Sanz Otero              |       | PP         |
| 10  | Pablo Soto Bravo                         |       | Más Madrid |
| 11  | Francisco Javier Ortega Smith-Molina     |       | Vox        |
| 12  | María Mercedes González Fernández        |       | PSOE       |
| 13  | Silvia Saavedra Ibarrondo                |       | Cs         |
| 14  | José Manuel Calvo del Olmo               |       | Más Madrid |
| 15  | Francisco de Borja Carabante Muntada     |       | PP         |
| 16  | Inés Sabanés Nadal                       |       | Más Madrid |
| 17  | Engracia Hidalgo Tena                    |       | PP         |
| 18  | Miguel Ángel Redondo Rodríguez           |       | Cs         |
| 19  | Ramón Silva Buenadicha                   |       | PSOE       |
| 20  | Ignacio Murgui Parra                     |       | Más Madrid |
| 21  | Francisco de Borja Fanjul Fernández-Pita |       | PP         |
| 22  | Marta Gómez Lahoz                        |       | Más Madrid |
| 23  | Ángel Niño Quesada                       |       | Cs         |
| 24  | Pedro Fernández Hernández                |       | Vox        |
| 25  | Paloma García Romero                     |       | PP         |
| 26  | Jorge García Castaño                     |       | Más Madrid |
| 27  | María Mar Espinar Mesa Moles             |       | PSOE       |
| 28  | Martín Casariego Córdoba                 |       | Cs         |
| 29  | Esther Gómez Morante                     |       | Más Madrid |
| 30  | Almudena Maíllo del Valle                |       | PP         |
| 31  | Francisco Pérez Ramos                    |       | Más Madrid |
| 32  | Pedro Esteban Barrero Cuadrado           |       | PSOE       |
| 33  | Sofía Miranda Esteban                    |       | Cs         |
| 34  | Álvaro González López                    |       | PP         |
| 35  | Maysoun Douas Maadi                      |       | Más Madrid |
| 36  | Arantzazu Purificación Cabello López     |       | Vox        |
| 37  | María Cayetana Hernández de la Riva      |       | PP         |
| 38  | Mariano Fuentes Sedano                   |       | Cs         |
| 39  | José Javier Barbero Gutiérrez            |       | Más Madrid |
| 40  | Maite Pacheco Mateo-Sagasta              |       | PSOE       |
| 41  | María Pilar (Cuca) Sánchez Álvarez       |       | Más Madrid |
| 42  | Sonia Cea Quintana                       |       | PP         |
| 43  | José Aniorte Rueda                       |       | Cs         |
| 44  | Félix López-Rey Gómez                    |       | Más Madrid |
| 45  | José Fernández Sánchez                   |       | PP         |
| 46  | Alfredo González Gómez                   |       | PSOE       |
| 47  | Pilar Perea Moreno                       |       | Más Madrid |
| 48  | Concepción Chapa Monteagudo              |       | Cs         |
| 49  | Fernando Martínez Vidal                  |       | Vox        |
| 50  | Blanca Pinedo Texidor                    |       | PP         |
| 51  | Luis Cueto Álvarez de Sotomayor          |       | Más Madrid |
| 52  | Alberto Serrano Patiño                   |       | Cs         |
| 53  | Loreto Sordo Ruiz                        |       | PP         |
| 54  | María Estrella Sánchez Fernández         |       | Más Madrid |
| 55  | Enma López Araújo                        |       | PSOE       |
| 56  | Miguel Montejo Bombín                    |       | Más Madrid |
| 57  | Francisco Javier Ramírez Caro            |       | PP         |

## Acontecimientos posteriores

### Investidura del alcalde
PP y Ciudadanos presentaron el 14 de junio un acuerdo para formar un gobierno municipal de coalición en el que se investiría a José Luis Martínez-Almeida como alcalde y posteriormente se nombraría a Begoña Villacís vicealcaldesa.
En la votación de investidura que tuvo lugar en la sesión plenaria constitutiva de la corporación municipal celebrada el 15 de junio de 2019, José Luis Martínez-Almeida resultó elegido alcalde de Madrid con mayoría absoluta de los votos de los concejales (30 votos, uno más de los necesarios) al recibir los votos de los grupos municipales de PP, Ciudadanos y Vox; Manuela Carmena recibió 19 votos por parte de su propio grupo municipal y Pepu Hernández obtuvo 8 de su formación. La exalcaldesa Manuela Carmena hizo entrega del bastón de mando al nuevo alcalde popular.
| Candidatos a la alcaldía   | Votos |
| -------------------------- | ----- |
| José Luis Martínez-Almeida | 30/57 |
| Manuela Carmena            | 19/57 |
| Pepu Hernández             | 8/57  |

### Ruptura del Grupo municipal de Más Madrid
A principios de 2021, cuatro concejales de Más Madrid en el Ayuntamiento de Madrid (Marta Higueras, Luis Cueto, José Manuel Calvo y Felipe Llamas) abandonaron su grupo municipal alegando diferencias con su antiguo partido  y formalizaron la constitución a finales de agosto de 2021 del primer Grupo Mixto en la historia del Ayuntamiento, lo cual les permitía a los concejales de tener voz en los plenos y acceder a recursos económicos y personal de apoyo, adoptando el nombre de Recupera Madrid. En mayo de 2022 un juzgado anuló la constitución del Grupo Mixto en el Ayuntamiento de Madrid y le condenó a disolverlo, pero la decisión fue recurrida tanto por parte del Ayuntamiento como por el propio Grupo Mixto. A finales de ese mismo año, los cuatro concejales del Grupo Mixto Recupera Madrid, apoyaron los presupuestos del gobierno local de PP y Ciudadanos aunque uno de ellos, Felipe Llamas dimitió por desacuerdo con esta medida, pero no hizo peligrar el acuerdo, ya que PP y Cs necesitaban tres votos para sacar adelante los presupuestos. Dicho concejal dejó el acta, quedándose el Grupo Mixto únicamente con tres concejales, con lo que Más Madrid recupera uno.
Igualmente el 22 de septiembre de 2021 entró en vigor una nueva ordenanza del Ayuntamiento de Madrid que modificaba la ya existente implantada por el gobierno de Manuela Carmena por la cual quedaba implantada una nueva Zona de Bajas Emisiones de Especial Protección Distrito Centro, conocida como Madrid Central, a pesar de que el alcalde Jose Luis Martínez Almeida había prometido en campaña electoral derogar dicha medida.  Dicha ordenanza salió adelante en el pleno del Ayuntamiento con el apoyo de los partidos del gobierno (PP y Cs) y de los 4 ediles escindidos de Más Madrid, y con el voto el contra del resto del pleno municipal. Asimismo, gracias también al apoyo de estos concejales el gobierno municipal consiguió sacar adelante la nueva ordenanza sobre de terrazas de hostelería pese a la oposición de las asociaciones vecinales
  o la rebaja del IBI. 
Más Madrid denunció a sus excompañeros por financiación ilegal, mientras que los concejales 'carmenistas' (como fueron denominados) denunciaron en la Fiscalía a Más Madrid por "falsificación de acta" en la constitución de Más País como partido político. En septiembre de 2022, Marta Higueras, concejal y portavoz del Grupo Mixto hasta ese momento, decide no participar en la propuesta de Agrupación de Electores y se mantiene como independiente, conservando su acta de concejala. El Grupo Mixto lo siguieron conformando los otros tres concejales. Finalmente el 9 de abril de 2024 el Tribunal Supremo confirmó la ilegalidad de haberse conformado dicho Grupo mixto. 